# Eunoia
Eunoia kommer från det grekiska ordet εύνοια som betyder 'välvilja' eller 'vänligt sinnad'. Inom retoriken står eunoia för en av de tre huvudkategorierna (arete, fronesis och eunoia) som enligt Aristoteles tillsammans definierar en talares ethos. Om en talare följer dessa tre huvudkategorier blir vederbörande retoriskt fullmyndig och en "vir bonus dicendi peritus" ('en bra person, skolad i talekonst'), vilket innebär att talaren visar sig både tekniskt och socialt kunnig.
Under huvudkategorin eunoia faller talarens uppvisande gentemot lyssnarna in. Det är för en talare nödvändigt att publiken upplever att talaren förhåller sig välvillig gentemot publiken och sätter publikens intressen före sina egna. Detta för att skapa anledning för publiken att lyssna på vad talaren har att säga och följa vederbörandes råd. Vidare skapas alltså eunoia i förhållande till publiken för att publiken ska vara mottaglig och medgörlig. Som talare är det alltså viktigt att ta in publiken, visa sitt intresse och sin sympati gentemot den. Att som talare använda sig av sarkasm eller visa sig elak gentemot sin publik lönar sig sällan och kan istället slå tillbaka mot talaren.  Artighet, och att talaren berättar för publiken att vederbörande är glad över att den är där, räcker långt.

## Aristoteles och Cicero
I bok åtta av Den nikomachiska etiken, använder Aristoteles termen för att hänvisa till de vänliga och välvilliga känslor en make har som ligger till grund för den etiska grunden för mänskligt liv. Cicero översätter eunoia med det latinska ordet benevolentia.  Inom retoriken används ibland uttrycket captatio benevolentiae  vilket understryker betydelsen av att fånga publikens välvilja i början av talet.

## Hur man får välvilliga åhörare
Enligt Rhetorica Ad Herennium 1.7 kan man få välvilliga åhörare på fyra sätt; genom att utgå från sig själv, från motparten, från åhörarna eller från själva sakfrågan.  När man utgår från sig själv visar man sig vara en person väl värd att lyssna och lita på genom att, utan arrogans, omtala goda saker man gjort eller motgångar man drabbats av. När vi utgår från motståndarens person försöker man framkalla ovilja eller förakt för dem genom att påpeka deras moraliska brister som visat sig i handlande. När vi utgår från åhörarnas person för att framkalla välvilja påpekar vi de goda egenskaper de har som visat sig i tidigare handlande och som gjort att våra åhörare har ett så gott anseende. När vi utgår från själva sakfrågan framhåller vi hur viktig och betydelsefull vår egen sak är samtidigt som vi framhåller hur oviktig och obetydande motpartens yrkande är.